# Мышцы-вращатели
Мышцы-вращатели (лат. Musculi rotatores) — являются наиболее глубокой частью и составляющей поперечно-остистой мышцы. Относятся к глубоким мышцам спины.
Топографически делятся на вращатели шеи, вращатели груди и вращатели поясницы.
Начинаются от поперечных отростков всех позвонков, за исключением атланта, и от сосцевидных отростков поясничных позвонков. Перекидываясь через один позвонок, прикрепляются к остистым отросткам вышележащих позвонков, а также к прилегающим частям их дуг.

## Функция
Являясь составной частью поперечно-остистой мышцы, функция мышц-вращателей идентична её функции.